# NGC 2803
NGC 2803 ist eine Galaxie im Sternbild Krebs auf der Ekliptik, die schätzungsweise 394 Millionen Lichtjahre von der Milchstraße entfernt ist. Im selben Himmelsareal befindet sich die Galaxie NGC 2802.
Das Objekt wurde am 21. März 1784 von dem deutsch-britischen Astronomen William Herschel entdeckt.